# Patti Davis
Patti Davis, właściwie Patricia Ann Davis Reagan (ur. 21 października 1952 w Los Angeles) – amerykańska pisarka i aktorka. Jest córką pary aktorskiej Nancy Davis i Ronalda Reagana, późniejszego prezydenta Stanów Zjednoczonych.
Jest starszą siostrą Rona Reagana oraz siostrą przyrodnią Michaela Reagana i Maureen Reagan.
W latach 70. była przez pewien czas związana z Berniem Leadonem z The Eagles i napisała z nim piosenkę I Wish You Peace, która pojawiła się na albumie Eagles One of These Nights. Wyszła za mąż za instruktora jogi Paula Grilleya w 1984; rozwiedli się w 1990.
W latach 70. i 80. XX wieku występowała w filmach i serialach – m.in. w Tango i Cash czy Klątwie Różowej Pantery.
W lipcu 1994 pojawiła się nago na okładce Playboya, a w 2011 dla magazynu More.
Znana jest ze swojego proaborcyjnego punktu widzenia i występowania przeciwko broni jądrowej. Napisała fabularyzowane książki o swoim życiu, które nie przedstawiały jej rodziny w pozytywnym świetle.
Przez długi czas pozostawała w konflikcie ze swoimi rodzicami. W późniejszych latach Davis pogodziła się ze swoimi rodzicami, zwłaszcza podczas walki ojca z chorobą Alzheimera. Napisała książki ukazujące ojca w lepszym świetle oraz występowała aktywnie w sprawach rodziny przeciwko Johnowi Hinckleyowi (zamachowcowi na Ronalda Reagana). Publikowała także artykuły w wielu gazetach i magazynach.

## Książki
- Homefront. 1986
- Dom sekretów (A House of Secrets). 1991
- Sekrety rodzinne (The Way I See It: An Autobiography). Putnam, 1992. ISBN 0-399-13748-3.
- Angels Don’t Die: My Father’s Gift of Faith. Harper Collins, 1995. ISBN 0-06-017324-6.
- Bondage. Random House, 1996. ISBN 0-517-16721-2.
- The Long Goodbye. Knopf, 2004. ISBN 0-679-45092-0.